# Literatura kornijska

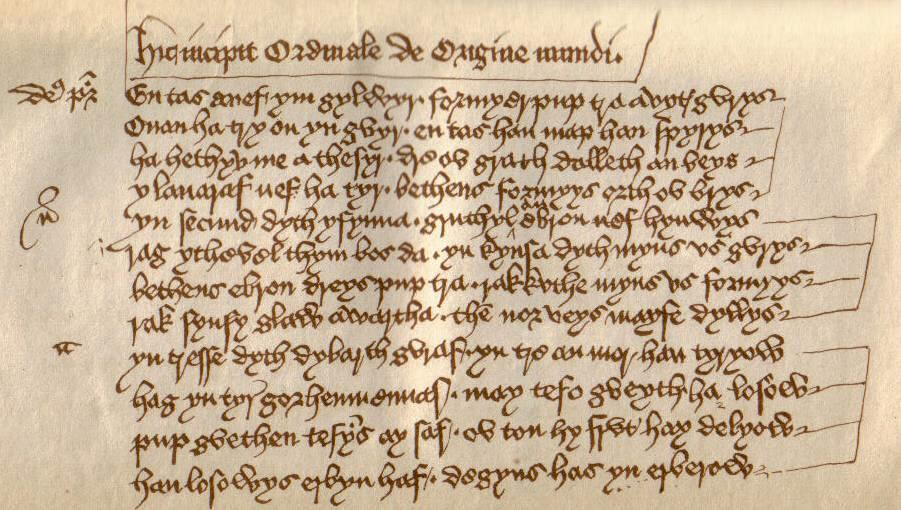
Strona z rękopisu Origo Mundi, jednej z części cyklu Ordinalia

Literatura kornijska (także: literatura kornicka, literatura kornwalijska) – termin odnosi się do tekstów pisanych i mówionych tworzonych w języku kornijskim, należącym do celtyckiej grupy językowej.
Rozwój, kierunki i pola zainteresowań w literaturze kornijskiej mogą być spowodowane tym, że Kornwalia, jako pierwszy region celtycki znalazła się pod zwierzchnictwem Anglii.
Najdłuższym i najstarszym tekstem w języku kornijskim jest anonimowy glosariusz napisany w XII-XIII w. przedstawiający listę łacińskich słów wraz z ich kornijskim odpowiednikiem. Kolejnym przykładem tekstu w języku kornijskim jest utwór znany jako Charter Endorsement składający się z 41 wersów z XV w. spisany na drugiej stronie dokumentu z St Stephen-in-Brannel.
W późniejszych latach autorzy kornijscy zainteresowali się pisaniem dramatów o charakterze społeczno-liturgiczno-biblijnym. Jednym z przykładów tego trendu w literaturze kornijskiej jest trzyczęściowy cykl misteriów, noszący umowny tytuł Ordinalia. Na cykl ten składają się części Stworzenie świata (łac. Origo Mundi), Męka Pańska (łac. Passio Domini) i Zmartwychwstanie Pańskie (łac. Ressurectio Domini).
Średniowieczna literatura kornijska wskazuje na popularność i rozwój teatru. Do ważniejszych tekstów trzeba zaliczyć misteria Beunans Ke (Żywot świętego Ke, około 1500 roku), Beunans Mariasek (Żywot świętego Meriadoka, 1504), i Gwreans an Bys (Stworzenie świata, zapisane w 1611). Inne teksty kornijskie opisują przedstawienia teatralne z różnych zakątków Kornwalii.
Najdłuższym tekstem prozatorskim z wczesnego etapu rozwoju literatury kornijskiej jest szesnastowieczny rękopis zatytułowany Trzynaście kazań w języku kornijskim (korn. Homelyes XIII in Cornyshe).